# Jørgen Kruse Rasmussen
Jørgen Kruse Rasmussen (født 4. september 1943 på Frederiksberg, død 5. juni 2010) var en dansk assurandør og politiker som var medlem af Folketinget for Centrum-Demokraterne fra 1982 til 1984.
Rasmussen blev født på Frederiksberg i 1943 som søn af farvehandler Svend Kruse Rasmussen og assistent Elna Alice Rasmussen. Han gik i mellemskole på Skt. Knudsskole i Stenosgade i København til 1960 og blev uddannet til elektromekaniker i 1965 og farvehandler i 1968. I 1979 blev Rasmussen eksamineret assurandør fra Forsikringshøjskolen. Han tog HF-eksamen i 1982.
Han stiftede Rosenhøj Boldklub i Hvidovre i 1966 efter opfordring fra Boligselskabet Lejerbo. Fra 1974 til 1978 var han medlem af fritidsnævnet og fritidskommissionen i Hvidovre Kommune og medlem af skolenævnet på Risbjergskolen. Rasmussen skrev en psykologisk rapport Mobning i skolen i 1981.
Rasmussen blev folketingskandidat for Centrum-Demokraterne i Ribekredsen i 1976 og i Esbjergkredsen, Grindstedkredsen og Vardekredsen i 1979, og endelig i Amagerkredsen og Hvidovrekredsen i 1981. Han  var formand for Centrum-Demokraterne i Hvidovre 1980-1981. Ved folketingsvalget 1981 var han kun 10 stemmer fra at blive valgt i Københavns Amtskreds idet han fik 592 stemmer (heraf 260 personlige) mod 601 stemmer (heraf 270 personlige) til Jørgen Bruun, som blev valgt. Imidlertid nedlagde Jørgen Bruun sit folketingsmandat i 1982, og Rasmussen, som var første stedfortræder, indtrådte i stedet og var folketingsmedlem fra 20. januar 1982 til folketingsvalget 10. januar 1984, hvor man ikke blev genvalgt. Rasmussen var medlem af Nordisk Råd fra 1982.